# 강 (시집)
《강》은 1987년 7월 15일, 민음사에서 발행한 시인 구광본의 첫 시집으로 제11회 오늘의 작가상 수상작으로 펴낸 것이다. 
살아온 날이 짧고 글을 쓰기 시작한 지도 오래되지 않았지만 글을 씀으로써 나는 지탱이 되었다고 할 수 있다. 글쓰기가 삶의 여러 영역에 눈뜰 수 있게 해주어 고맙기만 하다. 삶의 광대한 영역에서 처음 <일>을 발견했을 때의 떨림은 아직도 손끝에 생생하게 살아 있는데, 천성적으로 게으른 나에게 무슨 계시처럼 느껴졌던 그 떨림은 크나큰 행운이었다. 삶이란 곧 일이며, 일은 즐거운 땀으로 채워져야 한다는 게 내 믿음이다. 그런데 즐거워야 할 일이 오히려 우리를 비끄러매고 서로를 질시하게 만들고 있음을 깨달았을 때, 이 세계에 대한 분노와 새로운 세계에 대한 열망으로 오랜 시간 고통스러웠다. 그 분노와 열망이 바로 지금의 나다.— 시인 구광본, 〈즐거운 노동을 꿈꾸며〉

그의 시가 그것이 개인적인 것이든 집단적인 것이든 시대의 상투적인 언어로부터 자유로운 것은 분명하다. 그러면서도 그것이 오늘의 우리 사회에 사는 사람들의 문제로부터 자유로운 것은 아니다. 시대 속에 있는 인간의 개인적 집단적 체험의 표현은 그 자신의 말로 표현되어 있는 만큼 근래의 어느 시에 있어서보다 참신하다. 그의 말은 굳은 자세와 교묘한 이상의 힘을 빌지 않은 자연스러운 말이다. 그것은 사람이 사람에게 하는 말에 가깝다.— 심사위원 김우창·유종호, 〈사람이 사람에게 하는 말-제11회 오늘의 작가상을 결정하면서〉